# یوزف زاپنجکی
یوزف زاپنجکی (انگلیسی: Józef Zapędzki؛ زادهٔ ۱۱ مارس ۱۹۲۹) تیرانداز اهل لهستان بود.
وی در مسابقات کشوری و بین‌المللی در مجموع برندهٔ ۳ مدال طلا، ۳ مدال نقره، ۵ مدال برنز شده‌است.